# Saint-Bonnet-le-Froid
Saint-Bonnet-le-Froid település Franciaországban, Haute-Loire megyében. Lakosainak száma 224 fő (2022. január 1.). Saint-Bonnet-le-Froid Rochepaule, Saint-André-en-Vivarais, Saint-Julien-Vocance, Saint-Pierre-sur-Doux, Montregard és Saint-Julien-Molhesabate községekkel határos.

## Népesség
A település népessége az elmúlt években az alábbi módon változott:
| Lakosok száma | 200  | 180  | 180  | 239  | 252  | 261  | 244  | 213  | 215  | 224  |
|               | 1968 | 1982 | 1990 | 2006 | 2013 | 2015 | 2017 | 2019 | 2020 | 2022 |